# Gia Carangi
Gia Carangi (29.1.1960 – 18.11.1986) là người mẫu thời trang người Mỹ trong cuối thập niên 1970 và đầu thập niên 1980. Carangi được một số người coi là siêu mẫu đầu tiên, mặc dù danh hiệu này được gán cho những người khác, trong đó có Janice Dickinson, Dorian Leigh, và Jean Shrimpton. Cindy Crawford, người cũng xuất hiện trên trang bìa các ấn phẩm thời trang cùng thời với Carangi, sau đó được gọi là "Baby Gia" do giống với Carangi.
Carangi đã được in hình trên bìa các tạp chí thời trang, trong đó có Vogue, 1.4.1979; Vogue Paris, tháng 4 năm 1979; American Vogue, tháng 8 năm 1980; Vogue Paris, tháng 8 năm 1980; Italian Vogue, tháng 1 năm 1981; và nhiều số báo Cosmopolitan từ năm 1979 tới năm 1982.
Sau khi nghiện bạch phiến, sự nghiệp người mẫu của Carangi đã xuống dốc nhanh chóng. Sau đó Carangi bị nhiễm HIV và chết ở tuổi 26. Cái chết của Carangi không được loan báo rộng rãi nên chỉ một số ít người trong ngành công nghiệp thời trang biết mà thôi. Carangi được cho là một trong số những phụ nữ nổi tiếng bị chết vì bệnh AIDS đầu tiên. Gia, một phim tiểu sử của Carangi do Angelina Jolie đóng vai chính, được bắt đầu chiếu trên kênh HBO năm 1998.

## Thời trẻ
Carangi sinh tại Philadelphia, Pennsylvania. Cô là con thứ ba và con út của Joseph Carangi, một chủ nhân của một tiệm ăn, và Kathleen Adams, làm việc nội trợ. Cô có hai người anh trai. Cha cô là người Ý, còn mẹ cô là người gốc Ireland và xứ Wales. Joseph và Kathleen có một cuộc hôn nhân không ổn định do việc bạo hành gia đình của Joseph đối với Kathleen, nên Kathleen đã từ bỏ gia đình khi Carangi mới lên 11 tuổi. Những người quen biết cô đổ lỗi cho "thời thơ ấu bị đổ vỡ" đã gây ra cuộc sống mất ổn định và nghiện ngập ma túy của cô sau này.
Ở tuổi thiếu nữ, Carangi được các thiếu nữ cùng lớp tuổi chú ý đến. Khi học trung học, Carangi tham gia nhóm "the Bowie kids"— một nhóm người hâm mộ David Bowie giống như cô. Họ tích cực bắt chước phong cách "ngang ngược khác thường, rất quyến rũ " của Bowie. Carangi bị Bowie lôi cuốn không chỉ vì những ưa thích thời trang của anh ta mà còn bởi vai trò không phân biệt giới tính và lưỡng giới thẳng thừng của anh ta. Một người bạn của Carangi mô tả cô là một tomboy và sự công khai thoải mái về bản năng tính dục của cô làm nhớ lại nhân vật "Cay" trong phim Desert Hearts năm 1985.

## Sự nghiệp

### Thành công
Carangi được giới làm mẫu thời trang biết đến chỉ bằng tên riêng của cô. Sau khi xuất hiện trên quảng cáo của báo Philadelphia, Carangi di chuyển tới thành phố New York ở tuổi 17, nơi cô nhanh chóng nổi bật. Cô là người mẫu được ưa thích của nhiều nhiếp ảnh gia thời trang, trong đó có Francesco Scavullo, Arthur Elgort, Richard Avedon, Denis Piel, Marco Glaviano, và Chris von Wangenheim.
Được hội nhập tốt vào giới thời trang, Carangi được nhiều nhà nhiếp ảnh tuyển chọn, đáng kể nhất là Scavullo. Vào cuối năm 1978, Carangi đã là một người mẫu thành đạt. Trong một cuộc phỏng vấn trên show 20/20, cô nói sự thăng tiến của mình là "hết sức nhanh": "Tôi bắt đầu làm việc với những người nổi tiếng trong ngành công nghiệp này, rất nhanh. Tôi không được tạo ra trong giới người mẫu. Tôi chỉ phần nào trở thành một người trong số họ".
Carangi thường lui tới Studio 54 và Mudd Club. Cô thường dùng cocain ở các câu lạc bộ này, rồi sau đó bắt đầu trở thành nghiện ma túy.
Tháng 10 năm 1978, Carangi được nhiếp ảnh gia thời trang Chris von Wangenheim chụp hình làm người mẫu chuyên nghiệp chính lần đầu. Wangenheim cho cô đứng làm mẫu khỏa thân sau hàng rào mắt xích với người phụ tá hóa trang Sandy Linter. Carangi đã mê tít ngay Linter và bắt đầu theo đuổi cô ta, tuy nhiên mối quan hệ này không hề ổn định.

### Suy sụp
Ngày 1.3.1980, Wilhelmina Cooper, người đại diện kinh doanh của Carangi bị chết vì ung thư phổi. Bị choáng váng vì cái chết này, Carangi bắt đầu lạm dụng ma túy. Nhiếp ảnh gia Scavullo đã hủy một đợt chụp hình thời trang ở vùng Caribe khi "Cô ấy kêu khóc là cô không thể tìm thấy ma túy của mình. Tôi thật sự đã phải đặt cô ấy nằm lên giường cho tới khi cô ấy ngủ thiếp đi". Năm 1980, Carangi bắt đầu có những cơn thịnh nộ dữ dội, bỏ các cuộc chụp hình và thậm chí ngủ thiếp đi ngay trước máy chụp hình. Số báo Vogue phát hành tháng 11 năm 1980 cho biết là các dấu vết từ bạch phiến của Carangi là rõ ràng, thậm chí ngay cả sau khi đã sửa ảnh.
Carangi cố thử cai nghiện ma túy, nhưng đã bỏ cuộc khi cô nhận được tin người bạn tốt của mình là nhiếp ảnh gia thời trang Chris von Wangenheim bị chết trong một tai nạn xe hơi. Theo quyển Thing of Beauty của Stephen Fried, cô ấy đã tự nhốt mình trong phòng tắm nhiều giờ để sử dụng heroin. Vào mùa thu năm 1981, dáng vẻ bề ngoài của Carangi xấu đi đáng kể so với trước đây. Mặc dù vậy, cô vẫn quyết tâm trở lại ngành công nghiệp thời trang. Cô liên lạc với Monique Pillard (người đảm nhận phần lớn trách nhiệm về sự nghiệp của Janice Dickinson), nhưng Pillard do dự không muốn ký hợp đồng với cô. Cô muốn theo đuổi nghề làm mẫu một lần nữa, nhưng bị đối xử tàn nhẫn, không ai muốn thuê cô. Tuyệt vọng, cô quay lại với nhiếp ảnh gia Scavullo, và ông đã chụp hình cô đưa lên bìa tạp chí Cosmopolitan vào mùa đông năm 1982. Đây là món quà của Scavullo, và là hình đăng trên bìa báo lần chót của cô.

## Từ trần
Carangi được chẩn đoán là mắc bệnh AIDS. Vì điều kiện sức khỏe của cô xấu đi, nên cô được chuyển tới Bệnh viện Đại học Hahneman của Philadelphia. Mẹ cô tới chăm sóc cô ngày đêm.
Ngày 18.11.1986, ở tuổi 26, Carangi chết vì biến chứng liên quan tới bệnh AIDS. Đám tang với quan tài đóng kín của cô (theo lời khuyên của giám đốc tang lễ vì cảnh tàn phá của bệnh AIDS) được tổ chức ngày 21.11.1986 tại một nhà tang lễ nhỏ ở Philadelphia. Không có ai trong giới thời trang tới dự. Tuy nhiên, nhiều tuần lễ sau, Francesco Scavullo, một người bạn và tri kỷ của Carangi đã gửi thiệp chia buồn khi biết tin cô chết.

## Sách và Phim về Crangi
- Một quyển tiểu sử của Carangi do Stephen Fried viết tên là Thing of Beauty (một tên thiếu nửa sau của câu "A thing of beauty is a joy forever" – câu trích dẫn nổi tiếng của John Keats) được xuất bản năm 1993.
- Một phim tiểu sử tên Gia, do Angelina Jolie đóng vai Carangi, chiếu lần đầu trên kênh HBO năm 1998, đã đoạt Giải Quả cầu vàng cho vai diễn.
- Năm 1996, nữ diễn viên kiêm người viết kịch bản Zoë Tamerlis (cũng nghiện heroin và chết vì nghiện ma túy năm 1999), được đặt viết một kịch bản dựa trên cuộc đời của Carangi. Phiên bản Gia này không được quay thành phim, nhưng sau khi Tamerlis chết thì tài liệu từ các thước phim hình của Carangi, Tamerlis, các nhà nhiếp ảnh, gia đình Carangi và thảo luận của Sandy Linter về cuộc đời của cô đã được đưa vào phim tài liệu mang tên The Self-Destruction of Gia năm 2003.

## Các nhà thiết kế thời trang và hãng mỹ phẩm mà Carangi đại diện
- Christian Dior
- Cutex
- Diane von Fürstenberg
- Giorgio Armani
- Levi Strauss & Co.
- Maybelline
- Perry Ellis
- Versace
- Vidal Sassoon
- Yves Saint Laurent
- Royal Silk
- Chanel
- Lancetti
- André Laug